# William Molesworth
Sir William Molesworth, 8. baronet (ur. 23 maja 1810 w Londynie, zm. 22 października 1855) – brytyjski polityk, członek stronnictwa wigów, minister w rządach lorda Aberdeena i lorda Palmerstona.
Był synem sir Arscotta Moleswortha, 7. baroneta. Po śmierci ojca w 1823 r. został 8. baronetem. Studiował na Uniwersytecie Edynburskim (1824–1827) oraz w St John’s College i Trinity College na Uniwersytecie Cambridge (1827–1828) . Po tym jak pojedynkował się ze swoim nauczycielem matematyki wyjechał do Niemiec. W 1832 r. został wybrany do Izby Gmin jako reprezentant okręgu East Cornwall. Od 1837 r. reprezentował okręg wyborczy Leeds.
Molesworth przegrał wybory parlamentarne 1841 r. Do Izby Gmin powrócił w 1845 r., reprezentując okręg wyborczy Southwark. W 1852 r. został pierwszym komisarzem ds. prac publicznych. W okresie jego urzędowania rozpoczęto budowę nowego Mostu Westminsterskiego. Molesworth otworzył także Kew Gardens dla zwiedzających. W lipcu 1855 r. został przeniesiony na stanowisko ministra kolonii. Zmarł podczas sprawowania urzędu w październiku 1855 r. i został pochowany na cmentarzu Kensal Green Cemetery w Londynie.